# Othe
Othe is een gemeente in het Franse departement Meurthe-et-Moselle (regio Grand Est) en telt 32 inwoners (2009).
De gemeente maakt deel uit van het arrondissement Briey en sinds 22 maart 2015 van het kanton Mont-Saint-Martin. Daarvoor hoorde het bij het kanton Longuyon, dat op die dag opgeheven werd.

## Geografie
Het plaatsje ligt aan de Othain.
Othe is een exclave van het departement Meurthe-et-Moselle. Het grenst aan de gemeenten Bazeilles-sur-Othain, Flassigny en Velosnes die alle tot het departement Meuse horen en is daardoor ook een enclave.
| Aangrenzende gemeenten | Aangrenzende gemeenten | Aangrenzende gemeenten | Aangrenzende gemeenten | Aangrenzende gemeenten |
| ---------------------- | ---------------------- | ---------------------- | ---------------------- | ---------------------- |
|                        |                        |                        |                        | Velosnes               |
|                        |                        |                        |                        |                        |
| Bazeilles              |                        |                        |                        |                        |
|                        |                        |                        |                        |                        |
|                        |                        | Flassigny              |                        |                        |

De onderstaande kaart toont de ligging van Othe met de belangrijkste infrastructuur en aangrenzende gemeenten.

## Demografie
De figuur toont het verloop van het inwonertal (bron: INSEE-tellingen).